# 1305 km (przystanek kolejowy w obwodzie królewieckim)
1305 km (ros. 1305 км) – przystanek kolejowy w miejscowości Muszkino, w rejonie bagrationowskim, w obwodzie królewieckim, w Rosji. Położony jest na linii Królewiec – Mamonowo. Peron znajduje się jedynie przy torze szerokim.